# Arbeitsgericht Braunschweig

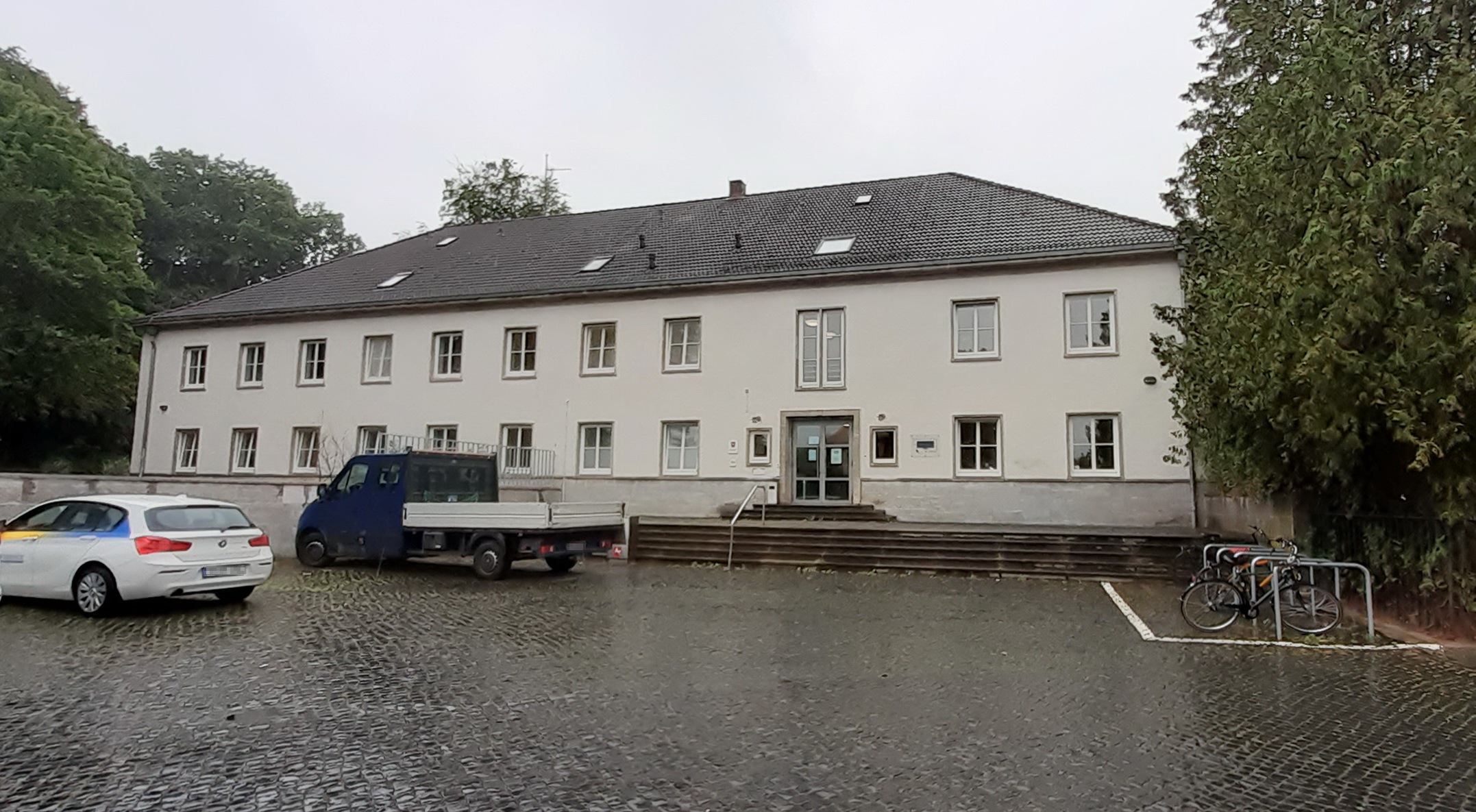
Gerichtsgebäude Grünewaldstraße 11 A

Das Arbeitsgericht Braunschweig ist eines von 15 Arbeitsgerichten in Niedersachsen und hat seinen Sitz in Braunschweig. Es ist zuständig für Arbeitsrechtsstreitigkeiten in den kreisfreien Städten Braunschweig, Salzgitter und Wolfsburg sowie in den Landkreisen Gifhorn, Goslar, Helmstedt, Peine und Wolfenbüttel. Jährlich werden etwa 4000 Klagen eingereicht.

## Gerichtsgebäude
Das Gericht ist in einem Gebäude in der Grünewaldstraße direkt neben dem Kreiswehrersatzamt untergebracht.

## Instanzenzug
Dem Arbeitsgericht Braunschweig ist das Landesarbeitsgericht Niedersachsen mit Sitz in Hannover übergeordnet. Die darauf folgende Instanz ist das Bundesarbeitsgericht in Erfurt.

## Geschichte
Gemäß Arbeitsgerichtsgesetz vom 23. Dezember 1926 wurden in Deutschland Arbeitsgerichte gebildet. Diese waren nur in der ersten Instanz organisatorisch selbstständige Gerichte, die Landesarbeitsgerichte waren den Landgerichten zugeordnet. Am Landgericht Braunschweig entstand so 1927 das Landesarbeitsgericht Braunschweig als einziges Landesarbeitsgericht im Freistaat Braunschweig. In Braunschweig entstand das Arbeitsgericht Braunschweig als eines von acht Arbeitsgerichten des Landesarbeitsgerichts. Sein Sprengel umfasste den Gerichtsbezirk der Amtsgerichte Braunschweig, Salder, Schöppenstedt, Vechelde und Wolfenbüttel. Es bestand eine Kammer für Arbeiter und eine Kammer für das Handwerk. Daneben bestand eine Angestelltenkammer und eine Kammer für kaufmännische Angestellte, die jeweils für den ganzen Freistaat zuständig waren.
Nach der Besetzung Deutschlands durch die Alliierten wurden 1945 zunächst alle Gerichte geschlossen. Die ordentlichen Gerichte wurden schon bald wieder eröffnet, während die Arbeitsgerichte zunächst nicht wieder eingerichtet wurden, so dass arbeitsgerichtliche Streitigkeiten von den ordentlichen Gerichten erledigt werden mussten. Gemäß Kontrollratsgesetz 21 sollten in Deutschland Arbeitsgerichte aufgebaut werden. Anstelle der früheren Landesarbeitsgerichte wurde am 5. November 1946 das Landesarbeitsgericht Niedersachsen als einziges Landesarbeitsgericht Niedersachsen für das ganze Land Niedersachsen gebildet. In Braunschweig entstand das Arbeitsgericht neu.